# Relaciones República Centroafricana-Venezuela
Las relaciones República Centroafricana-Venezuela se refieren a las relaciones internacionales que existen entre la República Centroafricana y Venezuela.

## Historia
El 22 de enero de 2010 la República Centroafricana y Venezuela suscribieron tanto un memorándum de entendimiento como un acuerdo de cooperación en Nueva York.
Entre el 26 de marzo y el 2 de abril de 2012, el embajador de Venezuela en Guinea Ecuatorial, Daniel Cartaya Laya, realizó una visita de trabajo a la República Centroafricana.

## Misiones diplomáticas
- Venezuela cuenta con una embajada concurrente en Malabo, Guinea Ecuatorial.[3]